# 10 koron czechosłowackich (1930)
10 koron (cz. 10 korun, słow. 10 korún) – czechosłowacka moneta obiegowa o nominale 10 koron wyemitowana w 1931 roku a wycofana ostatecznie w roku 1953. Obie strony monety zostały zaprojektowane przez Jaroslava Horejca.

## Wzór
W centralnej części awersu umieszczono średni herb państwowy – tarczę czwórdzielną w krzyż z polem sercowym. W polu pierwszym znalazł się herb Słowacji – podwójny krzyż na trójwzgórzu; w polu drugim – herb Rusi Podkarpackiej (pole dwudzielne w słup, w części prawej siedem pasów poziomych, w części lewej niedźwiedź wspięty); w polu trzecim – herb Moraw (orzeł w koronie o barwach ułożonych w szachownicę); w polu czwartym – herb Śląska (orzeł w koronie z przepaską na skrzydłach i krzyżem na piersi). W polu sercowym umieszczono herb Czech – wspiętego lwa w koronie o podwójnym ogonie. Poniżej zapisano rok bicia (zewnętrznie), zaś wzdłuż otoku znalazła się inskrypcja „REPUBLIKA ČESKOSLOVENSKÁ” (zapisana wewnętrznie). Wzdłuż krawędzi monety umieszczono perełkowanie.
Głównym elementem skomplikowanej kompozycji rewersu była siedząca półnaga postać kobieca (Republika – personifikacja Czechosłowacji) wyciągająca rękę w kierunku lipowego drzewka. W górnej części monety znalazł się zapisany cyframi arabskimi nominał, po prawej stronie oznaczenie „Kč”, zaś pod nim pług i snopek zboża. Poniżej siedzącej kobiety umieszczono młot oraz fragment koła zamachowego. W dolnej części monety zarysowano panoramę królewskiej dzielnicy Pragi, Hradczan. Oznaczenie projektanta, inicjały „J.H.”, znalazło się w prawej dolnej części monety. Podobnie jak po drugiej stronie, wzdłuż krawędzi zastosowano perełkowanie.

## Nakład
Podstawę wydania monet dziesięciokoronowych stanowiła ustawa z dnia 22 czerwca 1928 r. o emisji drobnych monet. Przewidziano w niej, że monety o nominale 10 Kč bite będą z ważących 10 g srebrnych krążków o próbie 700 (70% srebra i 30% miedzi). W ustawie wskazano także średnicę monety (30 mm) oraz ogólny zarys jej wzoru. Ten szczegółowo określono w rozporządzeniu rządu z dnia 14 września 1928 r., w którym ponadto zapisano ząbkowany rant monety. Wprowadzenie monet do obiegu z dniem 1 lipca 1931 r. usankcjonowano wydanym niespełna miesiąc wcześniej zarządzeniem Ministra Finansów. Srebrne monety bito jedynie przez cztery lata (1930–1933), łącznie wytwarzając 24 mln sztuk.
Zgodnie z wydaną w maju 1938 roku ustawą czechosłowackie władze planowały emisję srebrnych monet o nominale 50 Kč z jednoczesną zmianą materiału dziesięciokoronówek na nikiel. Plany te nie doczekały się jednak realizacji z uwagi na wybuch II wojny światowej. Po upadku państwa Czechosłowackiego srebrne monety o nominale 10 Kč zostały w Republice Słowackiej wycofane z obrotu z dniem 31 marca 1940 r.. Jednocześnie nigdy nie doszło do ich oficjalnej demonetyzacji w Protektoracie Czech i Moraw. Prawdopodobnie z tego też powodu monety te nie zostały wymienione w powojennym czechosłowackim zarządzeniu przywracającym do obrotu niektóre wycofane w czasie wojny monety. W tej sytuacji należy przyjąć, że demonetyzacja srebrnych dziesięciokoronówek nastąpiła oficjalnie wraz z wejściem w życie reformy walutowej z 1953 roku.
| rok  | nakład     | stop   |                   |
| ---- | ---------- | ------ | ----------------- |
| 1930 | 4 949 000  | srebro | [ 1 ] [ 2 ] [ 7 ] |
| 1931 | 6 689 000  | srebro | [ 1 ] [ 2 ] [ 7 ] |
| 1932 | 11 447 500 | srebro | [ 1 ] [ 2 ] [ 7 ] |
| 1933 | 915 000    | srebro | [ 1 ] [ 2 ] [ 7 ] |